# Anobilia guianae
Anobilia guianae är en insektsart som beskrevs av George Darby Haviland. Anobilia guianae ingår i släktet Anobilia och familjen hornstritar. Inga underarter finns listade i Catalogue of Life.